# Герб Терелесовского сельского поселения
Герб муниципального образования Терелесовское сельское поселение Вышневолоцкого района Тверской области Российской Федерации — опознавательно-правовой знак, служащий официальным символом муниципального образования.
Герб утверждён Решением Совета депутатов Терелесовского сельского поселения № 26-р от 4 октября 2006 года.
Герб внесён в Государственный геральдический регистр Российской Федерации под регистрационным номером 3033.

## Описание герба
«В серебряном поле над лазоревой, посередине выгнутой оконечностью — три опрокинуто-веерообразно положенных чёрных гонта, сопровождённые вверху червлёным с золотой сердцевиной пламенем. Щит увенчан муниципальной короной установленного образца».

## Обоснование символики
Выгнутая оконечность символизирует реку Осеченку, которая делает петлю у деревни Елизаветино, и на этом месте находится древнейшая из разведанных в Вышневолоцком районе неолитическая стоянка, которая аллегорически изображена в виде трёх горящих брусков торфа. Кроме того, эта композиция указывает на Вышневолоцкое торфопредприятие, которое находится на территории поселения.